# Prača (rivière)
Pour les articles homonymes, voir Prača.
La Prača est une rivière de Bosnie-Herzégovine. Elle mesure 61 km. Elle est un affluent gauche de la Drina, donc un sous-affluent du Danube par la Save. La Prača fait partie du bassin versant de la mer Noire.

## Parcours

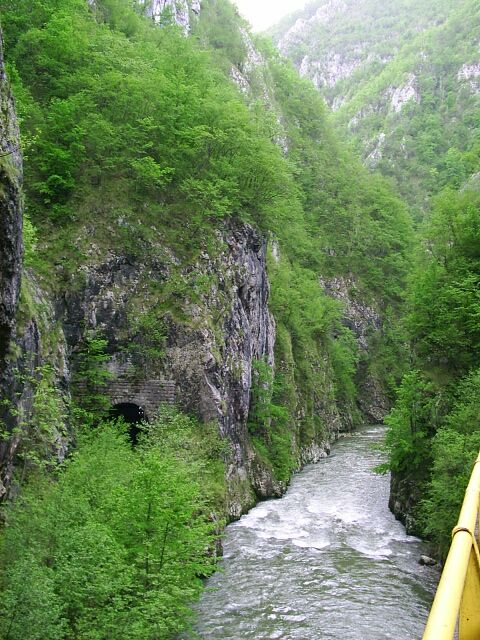
Vallée de la Prača

La Prača prend sa source au village de Vrhprača, dans la municipalité de Pale, à environ 20 km au sud-est de Sarajevo, sur les pentes septentrionales des monts Jahorina et au pied du mont Paloševina, à 1 540 m d'altitude. Sur ses dix premiers kilomètres, la rivière coule dans une vallée située entre la Jahorina et la Ravna planina puis traverse une gorge qu'elle a creusé entre la Jahorina et le mont Romanija. Elle traverse la municipalité de Pale-Prača, dans le canton du Podrinje bosnien.
Au sud de Rogatica, la Prača reçoit les eaux de la Rakitnica, une rivière venue du nord. Elle se jette dans la Drina à Ustiprača.

## Histoire
Pendant la guerre de Bosnie-Herzégovine, les gorges de la Prača constituaient un important corridor de communication et les villages qui y sont situés furent gravement endommagés. Encore aujourd'hui, le secteur conserve de nombreuses mines et constitue toujours la plus importante voie de communication entre Sarajevo et Višegrad.